# Dirona picta
Dirona picta is een slakkensoort uit de familie van de Dironidae. De wetenschappelijke naam van de soort is voor het eerst geldig gepubliceerd in 1905 door MacFarland.